# Brélès
Brélès (tiếng Breton: Brelez) là một xã của tỉnh Finistère, thuộc vùng Bretagne, miền tây bắc Pháp.

## Dân số
Người dân ở Brélès được gọi là Brélésiens.

## Monuments
- Château de Kergroadès, 17th century